# Hepatoprotecció
Hepatoprotecció o antihepatotoxicitat és la capacitat de prevenir danys al fetge.
Un exemple de medicament hepatoprotector és la silibinina, derivada del card marià i altres espècies del seu gènere Silybum que inhibeixen selectivament la formació des leucotriens per part de les cèl·lues de Kupffer.

## Plantes medicinals potencialment hepatoprotectores
- Oli d'ametlla[2]
- Amomum xanthoides[3]
- Arctium lappa[4]
- Astragalus membranaceus[5]
- Xicoira Cichorium intybus[6]
- Curcuma longa
- Cajanus indicus,[7][8]
- Centella asiatica[9]
- Coccinia indica'[10]
- Eclipta[11]
- Flickingeria fimbriata[12]
- Ganoderma lucidum[13]
- Regalèssia ,Glycyrrhiza glabra[14]
- Halenia elliptica[15] (herba medicinal tibetana)
- Kalopanax pictus?[16]
- Murraya koenigii
- Nymphaea stellata[17]
- Ocimum sanctum
- Paeonia lactiflora
- Pergularia daemia[18][19][20]
- Picrorhiza kurrooa
- Phyllanthus amarus[21][22]
- Plumbago zeylanica[23]
- Card marià Silybum marianum[24]
- Scoparia dulcis[Enllaç no actiu][25]
- Salvia miltiorrhiza[26][27]
- Scutellaria baicalensis
- Schisandra chinensis[28]
- Terminalia catappa[29][30]
- Tinospora cordifolia
- Zizyphus mauritiana[31]
- Vitis thunbergii, V. flexuosa, and V. kelungensis - three common wild grapes from Taiwan[32]
- Paeonia lactiflora i Astragalus membranaceus:- L'extracte de les arrels de P. lactiflora i A. membranaceus amb millor activitat que les plantes usades individualment.[33]
- De la medicina xinesa tradicional:-. Simo Yin, Guizhi Fuling Wan, Xieqing Wan, and Sini San.[34]
- Plantes ayurvèdiques (30)[35]